# وردة لعيني حفيظة
وردة لعيني حفيظة هي قصة قصيرة للكاتب الفلسطيني محمد علي طه، نشرت ضمن مجموعة قصصية تحمل نفس العنوان عام 1983 في عكا. تتكون من 142 صفحة، لاقت القصة اهتمامًا نقديًا كبيرًا، حيث رأى العديد من النقاد أنها تنبأت باندلاع الانتفاضة الأولى، مما جعلها عملاً أدبيًا ذات طابع استشرافي. أهداها الكاتب إلى أطفال مخيم الدهيشة، تعبيرًا عن التزامه بقضايا الشعب الفلسطيني واللاجئين.

## المحتوى والأثر الأدبي
تتناول القصة جوانب من المعاناة الفلسطينية، حيث يعتمد محمد علي طه في أسلوبه على استلهام شخصياته من الواقع، رغم كونها من بنات خياله. يتجلى تأثير النكبة على أسلوبه السردي وشخصياته، حيث يقدم أبطالًا واقعيين يعكسون الظروف الاجتماعية والسياسية التي عاشها الفلسطينيون بعد عام 1948.

## الترجمة والانتشار
تمت ترجمة القصة إلى اللغة الإنجليزية ضمن مجموعة مختارة أشرف عليها جمال الأسدي، وصدرت عن دار النشر الأمريكية Peter Lang. حرص المترجم على الحفاظ على روح القصة وشعريتها، رغم بعض الملاحظات الأسلوبية التي أُخذت على الترجمة. ولاحقًا، صدر الكتاب باللغة الرومانية عن دار ديجيتال داتا كلوج في كلوج نابوكا - رومانيا، بترجمة البروفيسورة فيوليتا كيلمين. أشاد دان بانشو، الناقد الأدبي الروماني، بأهمية العمل، مشيرًا إلى أن محمد علي طه كاتب فلسطيني كبير، وقصصه جواهر تحتاج إلى تفكير عميق لفهم معانيها. كما أكد على أن القصة تشكل نافذة للقارئ الروماني نحو الأدب العربي العريق. هذا وقد حظي الكتاب باهتمام واسع من القارئ الروماني، حيث حقق مبيعات كبيرة في أيام معدودة، مما يعكس تأثيره في الأوساط الأدبية المختلفة. ووصفت رئيسة دار النشر العمل بأنه مهم ومختلف، مما دفعها إلى نشره باللغة الرومانية، لتقديمه لجمهور جديد من القراء.